# 2018年美國選舉
2018年美國中期選舉主要在2018年11月6日週二舉行，本屆選舉是總統唐納·川普在2017年1月20日上任後的首場全國性選舉，不僅是唐納·川普第一任期的期中考，也是2020年總統大選前哨戰。
此次改選包含美國眾議院所有435個席次、美國參議院100個席次中的35個（包含2個特別選舉），以及36個州的州長、3個海外領地、華盛頓特區市長共40位地方首長、87個州議會席次。
民主黨在众议院選舉拿下235個席次，多過共和黨且取得眾議院過半的優勢，也是民主黨时隔8年再度重掌众议院；共和党则在參議院選舉拿下53個席次，增長兩席並守住参议院過半的優勢。
在州長選舉方面，民主黨得到16個州的執政權，從共和黨手中取回美國中西部威斯康辛州、密西根州、伊利諾州、堪薩斯州等7個州，至於共和黨則拿下18個州的執政權。

## 結果
|        | 上屆多數黨 | 本屆多數黨 |
| ------ | ---------- | ---------- |
| 參議院 | 共和黨     | 共和黨     |
| 眾議院 | 共和黨     | 民主黨     |